# یواس‌اس گوین (دی‌دی-۴۳۳)
یواس‌اس گوین (دی‌دی-۴۳۳) (به انگلیسی: USS Gwin (DD-433)) یک کشتی بود که طول آن ۳۴۸ فوت ۳ اینچ (۱۰۶٫۱۵ متر) بود. این کشتی در سال ۱۹۴۰ ساخته شد.